# 入江敦彦
入江 敦彦（いりえ あつひこ、英語表記：Achico Ilye、1961年9月22日 - ）は、日本のエッセイスト、小説家である。京都市上京区西陣出身、イギリス・ロンドン在住。京都およびイギリスの住民性や文化に関するエッセイを多数執筆している。代表作に 『京都人だけが知っている』シリーズなど。

## 略歴・人物
京都市上京区西陣に、宝が池の結婚式場支配人の父、髪結い（美容師）の母の間に長男として生まれる。のちに小説家となる藤田雅矢とは幼なじみで、共同でSF同人誌『零』を創刊したことがある。多摩美術大学染織デザイン科卒業、グンゼ勤務、MICHIKO LONDONコーディネーターを経て、1991年渡英。イギリスで、同性結婚制度のシヴィル婚（Civil Partnerships,2005年発足）が成立する以前に、前身となっていた制度 'Commitment' を利用して男性と結婚した。
イギリス関係著作に続いて、2000年代より『京都人だけが知っている』シリーズなどを発表し、「生粋の京都人」として京都の深層を描くエッセイが人気を得る。
2008年より、光文社文庫のホラーアンソロジー『異形コレクション』に短編小説を発表し、小説家としても活動している。

## 著作

### エッセイ

#### 京都関連
- 京都人だけが知っている（2001年5月、洋泉社/洋泉社文庫/2009年11月、宝島社 宝島SUGOI文庫）
- やっぱり京都人だけが知っている（2002年4月、洋泉社/2006年4月、洋泉社文庫）
- 京都人だけが食べている（2002年5月、WAVE出版/2005年11月、光文社 知恵の森文庫）
- 京味深々〜京都人だけが食べている2〜（2002年10月、WAVE出版/2006年11月、光文社 知恵の森文庫）
- 京都人の秘そかな愉しみ（2004年1月、大和書房）
  - 京都な暮らし (2007年4月、幻冬舎文庫) 上記の文庫化改題
- 秘密の京都 京都人だけの散歩術（2004年4月、新潮社/2008年5月、新潮文庫）
- ほんまに京都人だけが知っている（2004年12月、洋泉社）
- イケズの構造（2005年2月、新潮社/2011年6月、新潮文庫）
- KYOのお言葉（2005年10月、マガジンハウス/2012年9月、文藝春秋 文春文庫）
- イケズ美人 (2006年3月、新潮社)
- 裏京都検定（2006年9月、幻冬舎）
- 怖いこわい京都、教えます (2007年9月、新潮社)
  - 怖いこわい京都（2010年5月、新潮文庫）上記の文庫化改題
- イケズ花咲く古典文学（2010年3月、淡交社）
- ゼロ円で愉しむ極上の京都（2010年4月、文藝春秋）
- 京都みやげ一冊いかかどす? (2011年3月、淡交社)
- 怪談実話コロシアム 群雄割拠の上方篇（共著、2015年2月、MF文庫ダ・ヴィンチ）ISBN 9784040663241 - 「病み拾い」を寄稿
- 京都喰らい（2018年1月、140B）
- 読む京都（2018年3月、本の雑誌社）ISBN 978-4860114121
- 京都でお買いもん: 御つくりおきの楽しみ（2020年1月、新潮社）ISBN 978-4104675050

#### イギリス関連
- 英国の裾、英国の袂（1995年、センイ・ジヤァナル）
- 別冊宝島WT 8 ロンドン攻略読本（編著・1996年5月、宝島社）
- Taste of Britain（英国大使館）
- 英国映画で夜明けまで（2000年、洋泉社）
- 英国式人生のススメ（2001年10月、洋泉社）
- 女王陛下のお気に入り（2001年12月、WAVE出版）
- 恋愛よりお金より犬が大事なイギリス人（2003年3月、洋泉社）
- ゲイ・マネーが英国経済を支える!? (2008年3月、洋泉社〈新書y〉)
- 秘密のロンドン（2012年6月、洋泉社）
- 英国のOFF：上手な人生の休み方（2013年9月20日発売、新潮社〈とんぼの本〉）
- 英国ロックダウン100日日記（2020年9月、本の雑誌社）ISBN 978-4860114473

#### その他
- La Maschera（吉野朔実：漫画、1990年6月、集英社〈ぶ〜けコミックスワイド版〉）ISBN 4-08-860208-0 -  「赤き死の仮面」（作中人物が書いたという体裁の短編小説）、および漫画原案
- 宗教と現代がわかる本 2011（共著、2011年3月、平凡社） - 「現代英国のクリスチャニズムとゲイライトの関係」寄稿
- 1001 Restaurants You Must Experience Before You Die（共著、2014年10月、Barrons Educational Series Inc）ISBN 978-0764166938
- この作家この10冊（本の雑誌編集部・編、2015年8月、本の雑誌社）ISBN 978-4860112752 - 「橋本治の10冊」寄稿
- ベストセラーなんかこわくない（2015年9月、本の雑誌社）ISBN 978-4860112769

### 小説
- アンソロジー収録作
  - テ・鉄輪(かなわ) (2008年、『異形コレクション 京都宵』収録/光文社文庫)
  - 霊廟探偵 (2009年、『異形コレクション 幻想探偵』収録/光文社文庫)
  - 麗人宴 (2009年、『異形コレクション 怪物團』収録/光文社文庫)
  - 修羅霊(しゅらだま)（2010年『異形コレクション 憑依』収録/光文社文庫）
  - 金繍忌(きんしゅうき) （2010年、『異形コレクション Fの肖像 フランケンシュタインの幻想たち』収録/光文社文庫）
  - アンタナナリボの金曜市（2011年、『異形コレクション 物語のルミナリエ』収録/光文社文庫）
- テ・鉄輪（2013年9月19日発売、光文社）ISBN 978-4-33492900-8 - 上記アンソロジー収録作のうち、表題作を始めとするシリーズに書き下ろしを加えた短編小説集。
  - 京都松原 テ・鉄輪（2017年3月9日発売、光文社文庫）ISBN 978-4334774394 上記の文庫化改題